# Lepanus howdeni
Lepanus howdeni là một loài bọ cánh cứng trong họ Bọ hung (Scarabaeidae).